# Raat-Schüpfheim
Raat-Schüpfheim (toponimo tedesco) è stato un comune svizzero del Canton Zurigo, nel distretto di Dielsdorf.

## Storia
Il comune di Raat-Schüpfheim fu istituito nel 1840 con lo scorporo e l'unione delle località di Raat e Schüpfheim dal comune di Stadel, al quale erano state aggregate nel 1798, e soppresso nel 1907, con un nuovo accorpamento alla stessa Stadel.

## Società

### Evoluzione demografica
L'evoluzione demografica è riportata nella seguente tabella (compresi Raat, Schüpfheim e Windlach):
Abitanti censiti